# Hondouville
Hondouville és un municipi francès situat al departament de l'Eure i a la regió de Normandia. L'any 2007 tenia 752 habitants.

## Demografia

### Població
El 2007 la població de fet de Hondouville era de 752 persones. Hi havia 288 famílies, de les quals 56 eren unipersonals (20 homes vivint sols i 36 dones vivint soles), 96 parelles sense fills, 120 parelles amb fills i 16 famílies monoparentals amb fills.
La població ha evolucionat segons el següent gràfic:
Habitants censats

### Habitatges
El 2007 hi havia 334 habitatges, 297 eren l'habitatge principal de la família, 21 eren segones residències i 16 estaven desocupats. 323 eren cases i 11 eren apartaments. Dels 297 habitatges principals, 224 estaven ocupats pels seus propietaris, 67 estaven llogats i ocupats pels llogaters i 6 estaven cedits a títol gratuït; 3 tenien una cambra, 9 en tenien dues, 30 en tenien tres, 80 en tenien quatre i 175 en tenien cinc o més. 238 habitatges disposaven pel capbaix d'una plaça de pàrquing. A 121 habitatges hi havia un automòbil i a 156 n'hi havia dos o més.

### Piràmide de població
La piràmide de població per edats i sexe el 2009 era:
| Homes | Edats   | Dones |
| ----- | ------- | ----- |
| 0     | 95 o +  | 0     |
| 4     | 90 a 94 | 0     |
| 4     | 85 a 89 | 0     |
| 0     | 80 a 84 | 20    |
| 24    | 75 a 79 | 0     |
| 0     | 70 a 74 | 4     |
| 12    | 65 a 69 | 8     |
| 16    | 60 a 64 | 20    |
| 24    | 55 a 59 | 20    |
| 28    | 50 a 54 | 36    |
| 32    | 45 a 49 | 20    |
| 20    | 40 a 44 | 24    |
| 36    | 35 a 39 | 32    |
| 24    | 30 a 34 | 36    |
| 28    | 25 a 29 | 24    |
| 20    | 20 a 24 | 8     |
| 16    | 15 a 19 | 44    |
| 16    | 10 a 14 | 24    |
| 20    | 5 a 9   | 16    |
| 16    | 0 a 4   | 28    |

## Economia
El 2007 la població en edat de treballar era de 496 persones, 396 eren actives i 100 eren inactives. De les 396 persones actives 366 estaven ocupades (196 homes i 170 dones) i 30 estaven aturades (7 homes i 23 dones). De les 100 persones inactives 36 estaven jubilades, 29 estaven estudiant i 35 estaven classificades com a «altres inactius».

### Ingressos
El 2009 a Hondouville hi havia 300 unitats fiscals que integraven 764,5 persones, la mediana anual d'ingressos fiscals per persona era de 21.540 €.

### Activitats econòmiques
Dels 37 establiments que hi havia el 2007, 1 era d'una empresa extractiva, 1 d'una empresa alimentària, 2 d'empreses de fabricació d'altres productes industrials, 11 d'empreses de construcció, 1 d'una empresa de comerç i reparació d'automòbils, 2 d'empreses de transport, 5 d'empreses d'hostatgeria i restauració, 2 d'empreses financeres, 3 d'empreses immobiliàries, 4 d'empreses de serveis i 5 d'entitats de l'administració pública.
Dels 16 establiments de servei als particulars que hi havia el 2009, 1 era una oficina de correu, 1 taller de reparació d'automòbils i de material agrícola, 1 autoescola, 2 paletes, 5 fusteries, 2 lampisteries, 1 empresa de construcció, 2 restaurants i 1 agència immobiliària.
L'únic establiment comercial que hi havia el 2009 era una fleca.
L'any 2000 a Hondouville hi havia 6 explotacions agrícoles.

## Equipaments sanitaris i escolars
L'únic equipament sanitari que hi havia el 2009 era una farmàcia.
El 2009 hi havia una escola elemental.

## Poblacions més properes
El següent diagrama mostra les poblacions més properes.